# 塔拉農·法拉斯特
塔拉農·法拉斯特（Tarannon Falastur），是英國作家約翰·羅納德·瑞爾·托爾金（J.R.R. Tolkien）的史詩式奇幻作品《魔戒三部曲》中的虛構人物。
他是剛鐸（Gondor）第十二任國王，任內大力建設海軍，開始一連四位國王的「航海之王」（Ship-kings）時代。

## 名字
塔拉農（Tarannon）一名來自昆雅語，意思是「王之禮物」King's gift或「王之大門」King's gateway。因為他身為王子時奪得了伊瑟安都因（Ethir Anduin）的土地，故此他即位後自封為法拉斯特（Falastur），意思是「海岸之王」Lord of the Coasts。

## 總覽
塔拉農是剛鐸的登丹人（Dúnedain）。他是國王西瑞安迪爾（Siriondil）的長子及繼承人。他的弟弟是塔卡揚（Tarciryan）。他娶了黑暗努曼諾爾人貝露庭爾（Berúthiel），但婚姻一直都不愉快，最後她因為作為間諜而被塔拉農放逐到一艘漂向昂巴（Umbar）的船隻。他沒有任何子女。
他是剛鐸第十二任國王，任內帶領剛鐸開始走向盛世，是首位航海之王。他大力建設海軍，並打了許多勝仗，擴張剛鐸的勢力範圍。塔拉農喜愛海洋，長期住在佩拉格（Pelargir），他的王后因為痛恨大海而留在奧斯吉力亞斯。他是首任沒有子嗣的國王，故此他死後由他的姪子、塔卡揚之子埃阿尼爾（Eärnil）繼位，是剛鐸王室血脈斷絕的首個先兆。
他生於第三紀元654年，死於913年，享年259歲。

## 生平
塔拉農生於第三紀元654年，應該是在奧斯吉力亞斯（Osgiliath）出生。他父親西瑞安迪爾在位時，任命他為艦隊司令（Captain of the Hosts），塔拉農率軍嬴得了貝爾法拉斯灣（Bay of Belfalast）沿岸土地及安都因河（Anduin）河口地區。
830年，西瑞安迪爾逝世，由塔拉農繼位。他任內大力建設海軍和對外擴張。他並娶了貝露庭爾。這場婚姻也許是一次政治婚姻，可能是想與黑暗努曼諾爾人（Black Númenóreans）打好關係，甚至達成聯盟。
第三紀元913年，塔拉農逝世，結束了83年的統治，由他的姪子埃阿尼爾繼位。

## 資料來源
1. 1 2 3  《中土世界的歷史》 Vol.12《中土世界的民族》 "The Heir of Elendil"
2. ↑  Thain's Book: Tarannon Falastur 的存檔，存档日期2011-10-16.
3. ↑  .   [2011-10-27]. （原始内容存档于2020-12-04）.
4. 1 2 3 4 5 6 7  《魔戒三部曲》 2001年 聯經初版翻譯 附錄一帝王本紀及年表
5. 1 2  《未完成的故事》 1998年 HarperCollin出版 "The Istari" 備註第七條

| 前任： 西瑞安迪爾 | 剛鐸國王 | 继任： 埃阿尼爾一世 |